# Tonårsbossen
Tonårsbossen är en svensk realityserie som sänds på TV3. I varje avsnitt får tonåringen i familjen ta över familjens ekonomi i en månad, efter att ekonomiexperten Charlie Söderberg kommer på besök med en väska fylld med kontanter.

## Avsnitt

### Säsong 1: 2013
| Avsnitt | Deltagare          | Plats            | Sändes        |
| ------- | ------------------ | ---------------- | ------------- |
| 1       | Familjen Hultberg  | Göteborg         | 4 april 2013  |
| 2       | Familjen Orrenvade | Skövde           | 11 april 2013 |
| 3       | Familjen Lundgren  | Umeå             | 18 april 2013 |
| 4       | Familjen Wisén     | Enköping         | 25 april 2013 |
| 5       | Familjen Fahlander | Borås            | 2 maj 2013    |
| 6       | Familjen Holsteryd | Älta (Stockholm) | 9 maj 2013    |
| 7       | Familjen Möller    | Ekeby (Skåne)    | 16 maj 2013   |
| 8       | Familjen Damm      | Skövde           | 23 maj 2013   |
| 9       | Familjen Näslund   | Örnsköldsvik     | 30 maj 2013   |
| 10      | Familjen Hansson   | Uddevalla        | 6 juni 2013   |

### Säsong 2: 2013
| Avsnitt | Deltagare                    | Plats       | Sändes            |
| ------- | ---------------------------- | ----------- | ----------------- |
| 1       | Familjen Östling             | Strängnäs   | 30 september 2013 |
| 2       | Familjen Eriksson            | Varberg     | 7 oktober 2013    |
| 3       | Familjen Sabel               | Tyresö      | 14 oktober 2013   |
| 4       | Familjen Tornmark            | Brottby     | 21 oktober 2013   |
| 5       | Familjen                     | Nacka       | 27 oktober 2013   |
| 6       | Familjen Tranberg-Skoog      | Hasslarp    | 4 november 2013   |
| 7       | Familjen Carlgren            | Kalmar      | 11 november 2013  |
| 8       | Familjen Ewertsson-Lundqvist | Skärblacka  | 18 november 2013  |
| 9       | Familjen Borgkvist           | Helsingborg | 25 november 2013  |
| 10      | Familjen Sahbaei             | Göteborg    | 2 december 2013   |
| 11      | Familjen van Kerkvoorde      | Huddinge    | 9 december 2013   |